# جو فيني
جو فيني (بالإنجليزية: Joe Feeney)‏ هو مغني أمريكي، ولد في 15 أغسطس 1931 في غراند إيسلاند في الولايات المتحدة، وتوفي في 16 أبريل 2008 في كارلسباد في الولايات المتحدة بسبب نفاخ رئوي.

## وصلات خارجية
- جو فيني على موقع IMDb (الإنجليزية)
- جو فيني على موقع ميوزك برينز (الإنجليزية)